# Топли До
 Тази статия е за селището в община Сурдулица.  За селището в община Пирот вижте Топли До (Пирот).  
Топли до или Топли дол е село в община Сурдулица, Пчински окръг, Сърбия.

## История
Село Топли до е формирано от около 40 къщи от Топли дол, които по силата на границата между България и Сърбия по Берлинския договор от 1878 година остават в сръбска територия.

## Население
- 1948 – 503
- 1953 – 698
- 1961 – 485
- 1971 – 369
- 1981 – 221
- 1991 – 107
- 2002 – 53

## Етнически състав
(2002)
- 53 (100%) – сърби